# 철퇴

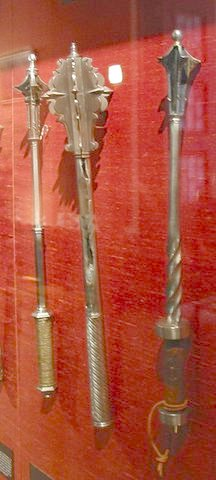
금속제 철퇴

철퇴(mace)는 돌기나 무게추를 있는 곤봉 형태의 무기이다.

## 역사
선사 시대 곤봉은 동물의 허벅지뼈나 단단하고 울퉁불퉁한 나무를 이용해 만들었는데, 이가 바로 철퇴의 초기 모습이다. 중세에 이르러 철퇴는 금속을 겹쳐서 곤봉의 둥근 부분을 만들었고 종종 징이나 대못을 덧붙여 상대방의 금속 갑옷을 뚫고 들어가 치명적인 부상을 입힐 수 있도록 하였다.

## 같이 보기
- 편곤
- 금쇄봉
- 모르겐슈테른 (무기)
- 워해머